# Madeleine Sami
Madeleine Sami (née le 10 mai 1980 à Auckland) est une actrice, réalisatrice et chanteuse néo-zélandaise.

## Biographie
Au théâtre, elle reçoit le prix de la meilleure actrice aux Chapman Tripp Theatre Awards de 1999. 
En 2011, elle crée la série Super City, dont elle écrit le scénario et dans laquelle elle joue, avec Taika Waititi à la réalisation. Elle apparaît dans plusieurs émissions de télévision néo-zélandaises. Avec ses sœurs, elle fait partie du groupe The Sami Sisters, qui sort un album en 2011, intitulé Happy Heartbreak. 
En 2018, elle co-écrit e co-réalise avec Jackie van Beek le film Ruptures et Compagnie dans lequel elle joue. 
En 2015, elle a épousé la chanteuse Ladyhawke. Elles se séparent en 2023.

## Filmographie partielle

### Cinéma
- 2000 : Ice As: Ice House
- 2003 : Perfect Strangers de Gaylene Preston : Andrea
- 2006 : Sione's Wedding : Tanya
- 2007 : À chacun sa chacune de Taika Waititi : la client du Burger
- 2009 : Under the Mountain : l'agent Green
- 2012 : Sione's 2: Unfinished Business
- 2014 : Vampires en toute intimité : Morana
- 2015 : Slow West : Marimacho
- 2018 : Ruptures et Compagnie de Jackie van Beek et Madeleine Sami : Mel
- 2019 : Come to Daddy : Gladys
- 2020 : Baby Done : sage-femme

### Télévision

#### Séries télévisées
- 1999 : Shortland Street : Dr. Shivani 'Vani' Naran
- 2001 : Xena, la guerrière : Tyro
- 2004 : The Insiders Guide to Happiness : Tess
- 2006-2007 : Bro'Town : Bianca / voix
- 2007 : Outrageous Fortune : Linda
- 2009 : Diplomatic Immunity : Agent Amy Bickler
- 2010 : Radiradirah : plusieurs personnages
- 2011-2013 : Super City : Pasha/Georgie/Azeem
- 2013 : Top of the Lake : Zena
- 2013 : Aroha Bridge : Mum/Aunty Winny/Angeline Hook
- 2019 : The Bad Seed (TV series) (en) : Marie Da Silva
- 2019 : Golden Boy : Claire
- 2020 : Taskmaster : elle-même
- 2021 : My Life Is Murder : Lena (un épisode)
- 2023 : Deadloch : Eddie Redcliffe